# Елктон (Теннессі)
Елктон (англ. Elkton) — місто (англ. city) в США, в окрузі Джайлс штату Теннессі. Населення — 545 осіб (2020).

## Географія
Елктон розташований за координатами 35°3′43″ пн. ш. 86°53′51″ зх. д. / 35.06194° пн. ш. 86.89750° зх. д. (35.061837, -86.897559).  За даними Бюро перепису населення США в 2010 році місто мало площу 5,59 км², уся площа — суходіл.

## Демографія
Згідно з переписом 2010 року, у місті мешкало 578 осіб у 236 домогосподарствах у складі 168 родин. Густота населення становила 103 особи/км².  Було 275 помешкань (49/км²).
Расовий склад населення:
| - 74,2 % — білих - 20,9 % — чорних або афроамериканців - 0,5 % — корінних американців |

До двох чи більше рас належало 4,0 %. Частка іспаномовних становила 1,0 % від усіх жителів.
За віковим діапазоном населення розподілялося таким чином: 20,2 % — особи молодші 18 років, 64,9 % — особи у віці 18—64 років, 14,9 % — особи у віці 65 років та старші. Медіана віку мешканця становила 44,6 року. На 100 осіб жіночої статі у місті припадало 92,0 чоловіків;  на 100 жінок у віці від 18 років та старших — 92,9 чоловіків також старших 18 років.
Середній дохід на одне домашнє господарство  становив 64 099 доларів США (медіана — 46 528), а середній дохід на одну сім'ю — 64 501 долар (медіана — 51 932). Медіана доходів становила 51 500 доларів для чоловіків та 33 482 долари для жінок. За межею бідності перебувало 10,0 % осіб, у тому числі 15,6 % дітей у віці до 18 років та 0,0 % осіб у віці 65 років та старших.
Цивільне працевлаштоване населення становило 296 осіб. Основні галузі зайнятості: виробництво — 34,8 %, освіта, охорона здоров'я та соціальна допомога — 19,9 %, науковці, спеціалісти, менеджери — 11,8 %, роздрібна торгівля — 7,4 %.